# Cantó de Le Creusot-Oest
El cantó de Le Creusot-Oest és un cantó francès del departament de Saona i Loira, situat al districte d'Autun. Compta amb part del municipi de Le Creusot.

## Municipis
- Le Creusot

## Història
| Data d'elecció                           | Identitat       | Partit | Qualitat |
| ---------------------------------------- | --------------- | ------ | -------- |
| 1973-1976                                | M. Pretet       | RI     |          |
| 1976-1988                                | Camille Durfour | PS     |          |
| 1988-                                    | Serge Chevalier | PS     |          |
| les dades anteriors no són pas conegudes |                 |        |          |
|                                          |                 |        |          |